# Hemimorphit
Hemimorphit là một khoáng vật silicat đảo kép, có công thức hóa học là Zn4Si2O7(OH)2•H2O. Hemimorphit hầu hết là sản phẩm oxy hóa của phần trên của các thân quặng chứa sphalerit, cùng với các khoáng vật thứ sinh khác tạo thành mũ sắt. Hemimorphit là quặng kẽm quan trọng chứa đến 54,2% kim loại kẽm.